# إديس مارس

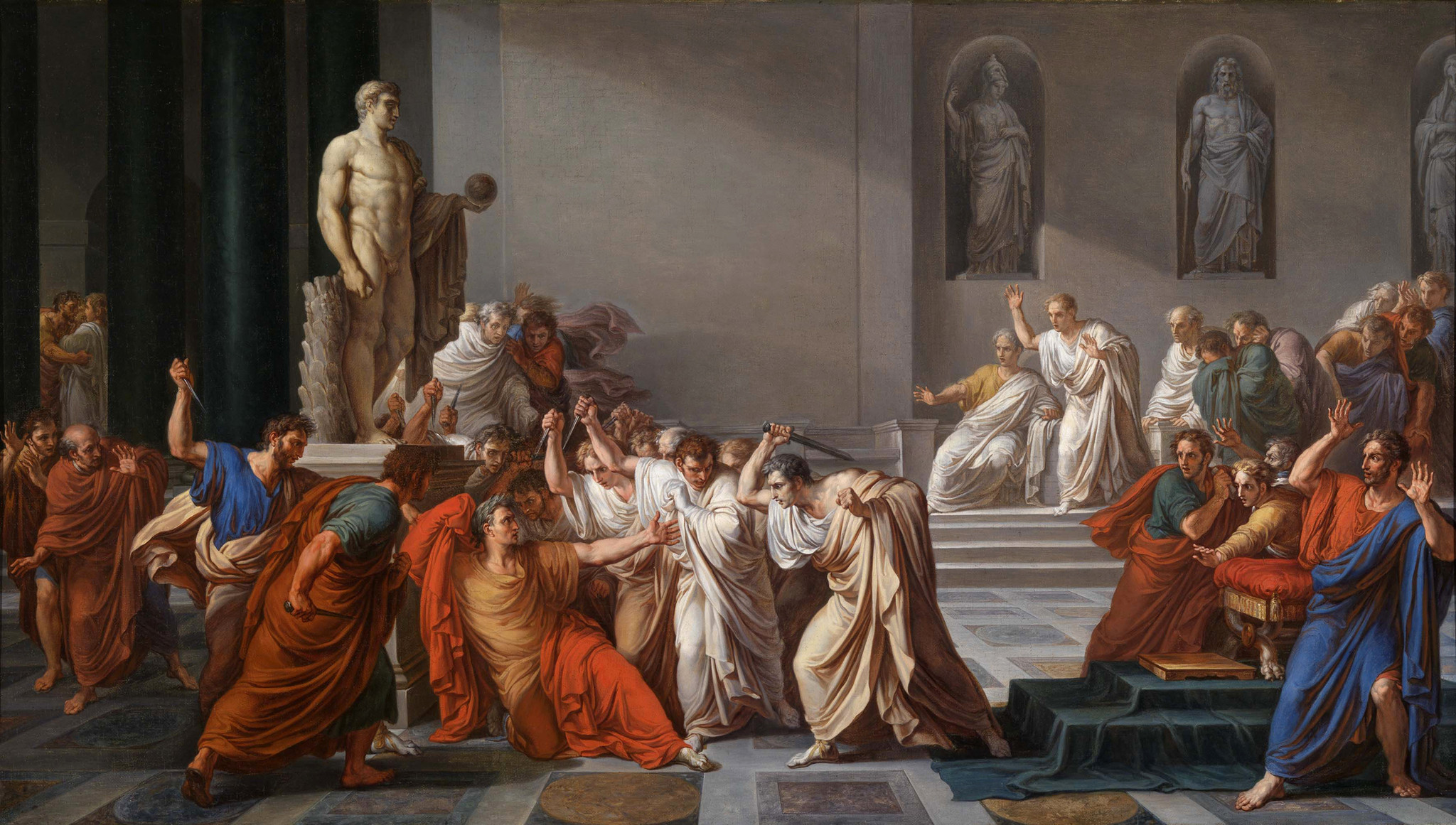
The Death of Caesar (1798) by Vincenzo Camuccini

إديس مارس (ويكيبيديا:أصد للإنجليزية; (باللاتينية: Idus Martiae)‏, لاتينية متأخرة: Idus Martii) هو يوم في التقويم الروماني (Roman calendar) ذلك يتوافق مع 15 مارس. تميز بالعديد من الاحتفالات الدينية وكان معروفا بالنسبة للرومان كموعد نهائي لتسوية الديون. في عام 44 ق.م، اشتهر بتاريخ اغتيال يوليوس قيصر الذي جعل من إديس مارس نقطة تحول في التاريخ الروماني.

## روابط خارجية
- Plutarch, The Parallel Lives, The Life of Julius Caesar
- Nicolaus of Damascus, Life of Augustus (translated by Clayton M. Hall)